# Lock-out
Pour le film du même nom, voir Lock Out (film, 2012).
Le lock-out (graphie également acceptée : lockout), ou la grève patronale, est la fermeture provisoire d'une entreprise, décidée par l'employeur pour répondre à un conflit collectif (grève).
Un lock-out est généralement utilisé lorsqu'une grève est partielle, afin de faire pression sur les grévistes, les salariés non grévistes n'étant alors plus rémunérés. Le lock-out permet notamment de contrer une grève de quelques employés stratégiques bloquant l'entreprise, ces salariés étant soutenus financièrement par les non-grévistes.

## Histoire
La grève patronale apparait dans les années 1850 en Grande-Bretagne et a raison des mouvements ouvriers embryonnaires. Sous l'ère Thatcher, elle y est de nouveau utilisée pour briser les mouvements sociaux et le Trades Union Congress.
En France, comme dans la plupart des pays européens, cette pratique est interdite, sauf cas de force majeure résultant de l'impossibilité matérielle d'assurer la continuité du travail. Par exemple, dans le cas d'une « grève totale du secteur de production ayant entrainé progressivement la paralysie des autres secteurs d'activité de l'entreprise, dès lors que l'employeur a attendu que le fonctionnement de l'entreprise soit bloqué pour recourir à la mise au chômage technique » (Cour de cassation 4 juillet 2000).
Au Canada et au Québec, le lock-out est permis et légal durant les périodes de négociation d'une convention collective. Cependant, au Québec, les dispositions antibriseurs de grève du Code du travail empêchent l'employeur d'engager d'autres travailleurs pour effectuer les tâches accomplies par les syndiqués en lock-out.
En Suisse, l'article 28 alinéa 3 de la Constitution fédérale prévoit que « la grève et le lock-out sont licites quand ils se rapportent aux relations de travail et sont conformes aux obligations de préserver la paix du travail ou de recourir à une conciliation ».

## Traductions proposées
Le terme cadenas a été employé au Canada en 2002, lors du plus récent conflit de travail à la Société Radio-Canada pour décrire le lock-out décrété par la direction. Il faisait référence à la loi du cadenas sous le gouvernement Duplessis. L'Office québécois de la langue française propose également les termes condamnation d'accès, contregrève ou cadenas, mais reconnait que ces termes ne sont jamais entrés dans l'usage et que le terme anglais lock-out est répandu et accepté dans la francophonie.
La constitution du Canton de Neuchâtel (Suisse) a « traduit » le terme de lock-out par « mise à pied collective ».